# Лингвоконцептология
Лингвоконцептология (лингвокультурная концептология, концептуальная лингвистика) — отрасль языкознания, которая изучает культурные концепты. «Лингвокультурология имеет своим предметом исследование проявлений культуры народа, главным образом духовной, отраженных и закрепленных в его языке и речи. Базовой исследовательской единицей лингвокультурологии является лингвокультурный концепт, который в самом общем виде сводится к понятию как совокупности существенных признаков предмета, „погруженному“ в культуру и язык, и если лингвокультурология занимается исследованием лингвокультуры в целом, то лингвоконцептология изучает отдельные фрагменты лингвокультуры, представленные лингвокультурными концептами»..
Ключевым понятием лингвоконцептологии является концепт. В зависимости от аспекта и методов изучения концепта, в зависимости от рассматриваемых способов репрезентации концептуальных смыслов выделяют разные направления изучения концептуальных структур.